# 제임스 에크하우스
제임스 에크하우스(James Eckhouse, 1955년 5월 24일 ~ )는 미국의 배우이다.

## 출연 작품
- 심플 웨딩 (2018)
- 돈 슬립 (2017)
- 웨이크 (2009)
- 러브 앳 퍼스트 히컵 (2009)
- 반쪽의 삶 (2008)
- 지미 앤 주디 (2006)
- 게스 후? (2005)
- 신데렐라 스토리 (2004)
- 그들만의 비상구 (2001)
- 이집트 왕자 2 (2000)
- 저지먼트 데이 (1999)
- 원 트루 씽 (1998)
- 로빈 쿡의 끝 (1996)
- 봄방학 대소동 (1995)
- 시카고 메디컬 (1994)
- 쥬니어 (1994)
- 도우터 (1993)
- 여자의 선택 (1992)
- 영혼의 사랑 (1991)
- 진실의 창 (1990)
- 멸망의 창조 (1989)
- 크리스마스 와이프 (1988)
- 84번가의 연인 (1987)
- 위험한 정사 (1987)
- 탐정 스펜서 (1985)

### 텔레비전
- 베벌리힐스 아이들 (1990-98)
- Once and Again (1999-2000)
- CSI: 과학수사대 (2001-09)
- 라스베가스 (2004-07)